# Dolibarr
Dolibarr ERP/CRM 是一個針對中小型企業、組織或自由職業者的 开源软件/自由软件。它包括不同的功能例如企業資源計劃 (ERP) 和客户关系管理 (CRM)，以及應用於其它不同活動的功能。

## 外部連結
- （英文） Dolibarr official website（页面存档备份，存于）
- （英文） DoliStore, the official addons web site（页面存档备份，存于）
- （英文） Dolibarr wiki documentation（页面存档备份，存于）
- （英文） Dolibarr online demo（页面存档备份，存于）
- （英文） DoliWamp, the Dolibarr for Windows（页面存档备份，存于）

- SourceForge.net上的Dolibarr

1. ↑  .   [2025年3月4日].